# Nymphorgerius emeljanovi
Nymphorgerius emeljanovi är en insektsart som beskrevs av Dlabola 1979. Nymphorgerius emeljanovi ingår i släktet Nymphorgerius och familjen Dictyopharidae. Inga underarter finns listade i Catalogue of Life.